# 脱線トリオ
脱線トリオ（だっせんトリオ）は昭和期のお笑いタレント。1956年結成、1961年解散。

## メンバー
由利徹（ゆり とおる、1921年5月13日 - 1999年5月20日）
宮城県石巻市出身。1999年、肝臓がんのため死去。78歳没。
南利明（みなみ としあき、1924年3月14日 - 1995年1月13日）
神奈川県横須賀市出身。1995年、肺がんのため死去。70歳没。
八波むと志（はっぱ むとし、1926年12月1日 - 1964年1月9日）
鹿児島県大島郡徳之島町出身。1964年、交通事故で死去。37歳没。

## 概要
1956年に結成。リーダー格は南利明であるが、厳密なリーダーではない。トリオコントのはしりではあるが、正式なお笑いグループではなくユニットである。所属事務所は全員異なっていた。
「売れない喜劇役者」だった3人は、この脱線トリオをきっかけにブレイク。テレビへも数多く出演し、タレントとして着々と実力をつけていったが、僅か5年で解散となった。
正式なグループではなかったものの、一応新宿コマ劇場の「脱線物語」で正式に解散公演を行っている。
解散後はそれぞれが単独で俳優として活動した。また、八波の死後に、南と由利の2人でシングルを発表したこともあった。この楽曲はカラオケに収録されている。
お笑いタレントとして活動していたことから、彼らを芸人・タレントと見る人も多いが、彼らの本業はタレントではなく、喜劇俳優である。しかし、トリオ結成当時は俳優としては全く売れていなかった。

### ユニット名の由来
1950年代半ばに由利・八波・南は30代前半を迎えていたが、売れない喜劇役者としてそれぞれ細々とストリップ劇場の新宿セントラルのショーの合間の寸劇などの仕事をしていた。そこでの仕事が徐々に評判になり出した頃、日本テレビプロデューサーから「『お昼の演芸』(後述)で毎週15分間のコントをしてほしい」との依頼を受ける。
この依頼に有頂天となった3人はその晩飲み明かすが、深夜にタクシー運転手と乱闘騒ぎになってしまい一晩警察の世話になった。翌朝3人が釈放されると、由利が「昨夜は調子に乗って脱線しちゃったな」とぼやいたことがきっかけとなり、ユニット名が脱線トリオに決まったという。

## テレビ出演
ソロで出演したものは、個人の項参照のこと。
- お昼の演芸（日本テレビ）毎週水曜日の午後0時15分から放送されたお笑い番組。東京・有楽町の読売会館内「よみうりホール」での公開録画。前半は演芸人による演芸で、後半が脱線トリオのコント「たそがれシリーズ」であった。コントでは、新宿仕込みの芸をする由利のボケに、浅草仕込みの芸をする八波がツッコみ、そこに南が割って入ってくるというパターンをよくやっていたとのこと[1]。脱線トリオはこの番組で売れに売れたが、既述の通り正式なグループではなかったため八波が抜ける事がしばしばあった。代役として佐山俊二を立てるも、このため由利がボケ役からツッコミに回り、本来の脱線トリオの面白さ（＝由利のボケと八波のツッコミの掛け合いの妙）を出す事は出来なかった。
- チロリン村とくるみの木（NHK人形劇）：由利はニンジンのお巡りさん（ヒゲノ・ニンジン）役、南は3代目スカンクのガスパ役、八波はスカンクのガスパ役をそれぞれ担当。